# René Joensen
Pour les articles homonymes, voir Joensen.
René Joensen, né le 8 février 1993 à Tórshavn dans les Îles Féroé, est un footballeur international féroïen qui joue au poste de milieu central pour le KÍ Klaksvík.

## Biographie
René Shaki Joensen est le fils de Yossi Shaki, Israélien originaire de Gani Tikva, à une dizaine de kilomètres de Tel-Aviv,.

### Carrière en club

#### Début à Brøndby IF (2011-2014)
René Joensen commence sa carrière à Brøndby IF, où il a joué dans la plupart des catégories jeunes. Il remporte le championnat du Danemark des moins de 19 ans en 2010-2011.
Le 13 mai 2012, il fait ses débuts pour Brøndby en rentrant en jeu à la 54e minute contre Aarhus pour le compte de la 31e journée de championnat. Il a alors 19 ans.
Quelques mois plus tard, le 15 août 2012, Joensen joue son premier match en sélection avec la Landsliðið.

#### Retour au pays - HB Tórshavn (2014-2015)
Lors de la trêve hivernale, Joensen est prêté au HB Tórshavn. A la fin de son prêt, il s'engage définitivement avec le club de la capital féroïenne.
Le 28 août 2011, René marque son premier but en carrière avec HB Tórshavn lors de la 6e journée Vodafonedeildin. L'équipe fait match nul 2-2 contre le Víkingur Gøta.

#### Expériences à l'étranger (2017-2019)
Joensen a souhaité jouer en Israël pour se rapprocher de son père.
Il a effectué des essais à l'Hapoël Petah Tikva, à l'Hapoël Marmorak et à l'Hapoël Kfar Saba, mais a décidé de retourner en Europe car il affirmait avoir une meilleure offre financière et que le foot y était dispensée à un niveau plus élevé.
Le 1er août 2017, il s'engage pour le club islandais de Grindavík, situé au Sud-Ouest de l'Islande.

#### Montée en puissance et rêve d'Europe (2022-2023)
Le 8 janvier 2022, René signe avec le KÍ Klaksvík. 
Il participe à presque tous les matchs de Klaksvík lors de la campagne européenne du club féroïen en 2023. Le KÍ réalise alors un exploit historique, étant le premier club des Îles Féroé à se qualifier à une compétition européenne. Joensen et ses coéquipiers se qualifient pour la première fois en Ligue Europa Conférence.  

### Équipe des Îles Féroé

#### Première sélection en équipe des Îles Féroé
Le 15 août 2012, Joensen entre en jeu à la 71e minute à la place de Jónas Tór Næs. Les Îles Féroé perdent le match 2-0 contre la Islande au Laugardalsvöllur, à Reykjavik, en match amical.

## Palmarès

### En club
| Brøndby IF U19 (1)                                                    | Vendyssel FF                                                                           | UMF Grindavík                                     | HB Tórshavn (5) | KÍ Klaksvík (4)                                                                               |
| - Championnat du Danemark des moins de 19 ans: - Champion : 2010-2011 | - Championnat du Danemark de football de deuxième division - Vice-champion : 2016-2017 | - Coupe de la Ligue islandaise - Finaliste : 2018 | - Betrideildin: - Champion : 2020 - Vice-champion : 2021 - Coupe des Îles Féroé : - Champion : 2019, 2020 - Finaliste : 2014 - Supercoupe des Îles Féroé : - Champion : 2019, 2021 - Finaliste : 2014 | - Betrideildin: - Champion : 2022, 2023 - Supercoupe des Îles Féroé : - Champion : 2022, 2023 |